# كارل سيمز
كارل سيمز (بالإنجليزية: Karl Sims)‏ هو مهندس وعالم حاسوب أمريكي، ولد في القرن العشرين.